# Résolution 985 du Conseil de sécurité des Nations unies
Membres permanents
- Chine
- États-Unis
- France
- Royaume-Uni
- Russie

Membres non permanents
- Allemagne
- Argentine
- Botswana
- Honduras
- Indonésie
- Italie
- Nigéria
- Oman
- République tchèque
- Rwanda

Résolution no 984 Résolution no 986
La résolution 985 du Conseil de sécurité des Nations Unies, adoptée à l'unanimité le 13 avril 1995, après avoir réaffirmé les résolutions 813 (1993), 856 (1993), 866 (1993), 911 (1994), 950 (1994) et 972 (1995), et la résolution 788 (1992) qui imposait un embargo sur les armes au Libéria, a créé un Comité des sanctions chargé de surveiller l'application de l'embargo. Elle a également prolongé le mandat de la Mission d'observation des Nations Unies au Libéria (MONUL) jusqu'au 30 juin 1995. 
Des inquiétudes ont été exprimées face à la rupture du cessez-le-feu dans le pays, qui empêche la MONUL de s'acquitter de son mandat, ainsi qu'à la circulation d'armes dans le pays en violation de l'embargo sur les armes. La tenue d’un sommet en mai 1995 par la Communauté économique des États de l’Afrique de l’Ouest (CÉDÉAO) a été saluée.
Toutes les parties au Libéria ont été exhortées à mettre en œuvre les accords d’Akosombo et d’Accra, à rétablir un cessez-le-feu et à installer un Conseil d’État, tandis que la société internationale a été tenue de respecter l’embargo sur les armes contre le Libéria. À cet égard, un Comité des sanctions en tant qu'organe subsidiaire du Conseil de sécurité, a été créé, avec le mandat suivant: 
a) de rechercher des informations sur les mesures prises par les pays pour mettre en œuvre l’embargo ;
b) d’examiner les informations sur les violations de l’embargo et de recommander des mesures visant à le renforcer ;
c) de recommander des mesures en réponse aux violations de l’embargo.
Le Conseil de sécurité a exigé que toutes les factions au Libéria respectent le statut du Groupe de contrôle de la Communauté économique des États de l'Afrique de l'Ouest (CÉDÉAO) et des travailleurs humanitaires internationaux et se conforment au droit international humanitaire.  Le Secrétaire général Boutros Boutros-Ghali a été prié de faire rapport au Conseil avant le 15 juin 1995 sur la situation au Libéria, notamment sur l'existence d'un cessez-le-feu effectif, sur la capacité de la MONUL à s'acquitter de son mandat et sur les contributions à la CÉDÉAO, en précisant que l'avenir de la MONUL serait réexaminé à la lumière de ces informations.